# Ukrzyżowanie (obraz Antoona van Dycka)
Ukrzyżowanie (niderl. Christus aan het kruis met Maria, Johannes en Maria Magdalena) – obraz flamandzkiego malarza późnego baroku Antoona van Dycka, znajdujący się w Palais des Beaux-Arts w Lille (nr inw. P. 89).

## Opis
Obraz przedstawia motyw zaczerpnięty z Ewangelii kanonicznych. Na podstawie przedstawionych postaci wiadomo, że van Dyck wzorował się na Ewangelii Jana, albowiem tylko on wspomina o Marii Magdalenie stojącej pod krzyżem: 

A obok krzyża Jezusowego stały: Matka Jego i siostra Matki Jego, Maria, żona Kleofasa, i Maria Magdalena. Kiedy więc Jezus ujrzał Matkę i stojącego obok Niej ucznia, którego miłował, rzekł do Matki: „Niewiasto, oto syn Twój”. Następnie rzekł do ucznia: „Oto Matka twoja”. I od tej godziny uczeń wziął Ją do siebie (J 19:25-27)

Artysta wiernie odtworzył słowa Jana. Jezus kona na krzyżu, z jego boku wypływa krew i woda. Pod nim stoi Maria w błękitnej szacie, wyciągająca błagalnie ku Chrystusowa rękę chcąc jeszcze powstrzymać chwilę jego zgonu. We wcześniejszej ikonografii Maria najczęściej była przedstawiana jako omdlała matka Jezusa. Po soborze trydenckim, gdzie zakazano przedstawiania w sztuce sakralnej motywów pochodzących z apokryfów ograniczano się jedynie do suchej relacji Jana, iż tylko stała u stóp krzyża. Obok Marii, w czerwonym płaszczu, stoi Jan spoglądający na swojego mistrza i przyjmujący jego ostatnie słowa.
Pod krzyżem Maria Magdalena obejmuje i całuje stopy Jezusa, nawiązując w ten sposób do wcześniejszego namaszczenia ich w domu Szymona. Jej gest jest symbolem wiary i pokory.